# Elizabeth Anscombe
Gertrude Elizabeth Margaret Anscombe (ur. 18 marca 1919 w Limerick, zm. 5 stycznia 2001 w Cambridge) – brytyjska filozofka.

## Życiorys
„Miss Anscombe”, bo tak nazywano ją do końca życia, ukończyła studia na Uniwersytecie Oksfordzkim w roku 1941. W czasie studiów przeszła na katolicyzm i wyszła za mąż za Petera Geacha. Do roku 1970 pracowała w Oxfordzie, z roczną przerwą na nauczanie w Cambridge (Newnham College), dokąd później przeniosła się na stałe, obejmując tę samą katedrę, którą zajmował Ludwig Wittgenstein. W roku 1986 przeszła na emeryturę.
W późniejszych latach Anscombe cierpiała na choroby serca. W 1996 roku omal nie zginęła w wypadku samochodowym, po którym nie odzyskała pełnej sprawności, a ostatnie lata życia spędziła pod opieką rodziny w Cambridge. Zmarła 5 stycznia 2001 w wieku 81 lat, z mężem i czwórką z siedmiorga ich dzieci przy szpitalnym łóżku.
Była uczennicą Wittgensteina, który wywarł na nią wielki wpływ. Z drugiej strony, właśnie katolicyzm Anscombe, jej męża oraz zaprzyjaźnionego z nimi Rusha Rheesa był jednym z powodów, dla których Wittgenstein nie pozwolił sobie nigdy na jakąkolwiek radykalną krytykę katolicyzmu. Po śmierci Wittgensteina Anscombe, wraz z Rushem Rheesem i G. H. von Wrightem, została wykonawczynią jego testamentu.
Była znana z konserwatywnych poglądów w kwestiach obyczajowych. Przeciwstawiała się m.in. antykoncepcji. Uważała, że każda forma antykoncepcji jest zła. Chociaż nie jest ona co prawda złem samym w sobie, jednak unieważnia powody, dla których warto zachować wierność małżeńską lub nie uprawiać seksu przedmałżeńskiego (zob. Contraception & Chastity, 1977).

## Dorobek filozoficzny
Anscombe jest znana ze swych prac nad historią filozofii. Ożywiła refleksję nad filozofią działania Arystotelesa i myślą Tomasza z Akwinu, będąc zwolenniczką pewnej formy neotomizmu.
Jej głównym dziełem jest wydana w 1957 Intention, która stała się kamieniem milowym w rozważaniach na temat intencjonalności. Donald Davidson stwierdził, że „jest to najważniejsze potraktowanie problemu działania od czasów Arystotelesa”. Jednym z motywów stale obecnych w jej twórczości jest problem dowodu ontologicznego na istnienie Boga zaproponowanego przez Anzelma z Canterbury. Pisała również o tajemnicy Eucharystii, o transsubstancjacji.
Drugą stroną jej spuścizny filozoficznej jest praca translatorska i edytorska. Tłumaczyła na język angielski m.in. Kartezjusza, ale przede wszystkim Wittgensteina – to jej zawdzięczamy podstawowe wydanie jego Dociekań Filozoficznych (Philosophical Investigations) z 1953.
Anscombe inspirowała również Donalda Davidsona, Corę Diamond, Philippę Foot i Alasdaira MacIntyre’a.

## Publikacje
- From Plato to Wittgenstein: Essays by G. E. M. Anscombe (St Andrews Studies in Philosophy and Public Life), 2011.
- Faith in a Hard Ground. Essays on Religion, Philosophy and Ethics, redakcja: Mary Geach & Luke Gormally, St. Andrews Studies XI (2008) ISBN 978-1-84540-121-4.
- Human Life, Action and Ethics: Essays, redakcja: Mary Geach & Luke Gormally, St. Andrews Studies IV (2005), ISBN 1-84540-013-5.
- The Collected Philosophical Papers of G. E. M. Anscombe (3 tomy, 1981):
  - From Parmenides to Wittgenstein (zebrane art.), 1981.
  - Metaphysics and the philosophy of mind (zebrane art.), 1981.
  - Ethics, religion, and politics, 1981.
- Times, beginnings, and causes, 1975.
- Contraception and chastity, 1975.
- Practical reason: papers and discussions, G. E. M. Anscombe (i inni), 1974.
- Causality and determination: an inaugural lecture, 1971.
- Nuclear weapons, a Catholic response, G. E. M. Anscombe (i inni), 1962.
- Trzej filozofowie (Arystoteles, Tomasz z Akwinu, Gottlob Frege), z P. T. Geachem, przeł. z ang. Bohdan Chwedeńczuk, Warszawa, Pax, 1981 (Three philosophers, 1961).
- Nuclear weapons and Christian conscience, G. E. M. Anscombe (i inni), 1961.
- Introduction to Wittgenstein’s Tractatus, 1959.
- Intention, 1957.

## Prace poświęcone Anscombe
- Roger Teichmann, The Philosophy of Elizabeth Anscombe, Oxford Univ Press, Oxford 2008.
- Logic, cause & action: essays in honour of Elizabeth Anscombe, Roger Teichmann (ed.), 2000.
- Moral truth and moral tradition: essays in honour of Peter Geach and Elizabeth Anscombe, Luke Gormally (ed)., 1994.
- Intention and intentionality: essays in honour of G. E. M. Anscombe, Cora Diamond & Jenny Teichman (ed.), 1979.